# 20.ª Calle Suroeste
La 20.ª Calle Suroeste o Vigésima Calle Suroeste es una calle del cuadrante suroeste de Managua, Nicaragua. Recorre una zona mayormente residencial e institucional desde el barrio Bolonia hasta Llamas del Bosque.

## Trazado
La vía se extiende desde la 12.ª Avenida Suroeste en el barrio Bolonia, cruzando varias avenidas relevantes como la NIC-2, la 27.ª Avenida Suroeste, y la 36.ª Avenida Suroeste. A lo largo de su recorrido conecta zonas densamente urbanizadas con residenciales periféricos.

## Intersecciones principales
- 12.ª Avenida Suroeste – Inicio del trazado urbano
- NIC 2  – Cruce con la carretera nacional hacia León
- 27.ª Avenida Suroeste – Conexión intermedia a barrios del suroeste
- 36.ª Avenida Suroeste – Tramo final en Llamas del Bosque

## Barrios que atraviesa
- Bolonia
- Llamas del Bosque

## Coordenadas
12°8′28″N 86°17′52″O / 12.14111, -86.29778